# Popoloca

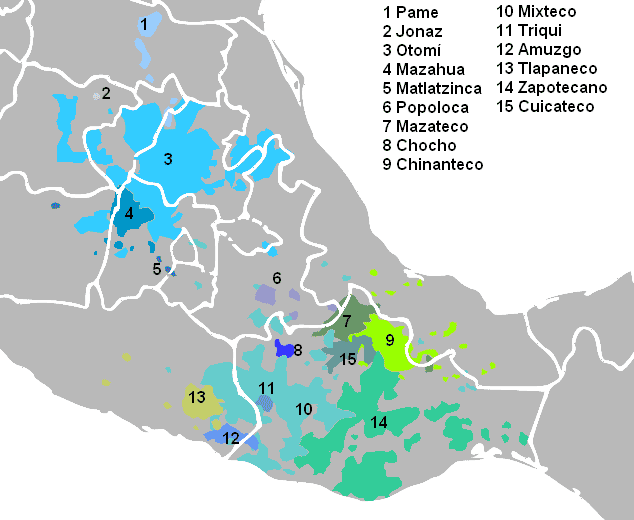
Llengües de la família Otomang.

El popoloca o ngiwa és una macrollengua parlada principalment a l'estat de Puebla, Mèxic, vora Tehuacán, que juntament amb el chocho, l'ijhj njxcateco i el mazateco, forma la branca popolocana de la família lingüística Otomang.
Les llengua popoloca no han de confondre's amb les llengües anomenades popoluca parlades en Veracruz, que pertanyen a les llengües mixezoque. Tots dos termes, popoloca i popoluca, precedeixen del nàhuatl i és un exònim despectiu que significa 'que parla de manera incomprensible'; d'aquí el terme va passar a l'espanyol.

## Dialectes i variants
Ethnologue distingeix set varietats de popoloca com a llengües separades. No obstant això, aquests es divideixen en quatre grups amb un 75% de mútua intel·ligibilitat o major.
- Popoloca oriental
  - Popoloca meridional (Atzingo-Metzontla: San Juan, Los Reyes)
  - Popoloca septentrional (Temalacayuca-Tlalcoyalco: San Luis, San Marcos)
- Popoloca central
  - Popoloca Coyotepec (el dialecte San Mateo pot ser diferent, o un dialecte de San Felipe)
  - Popoloca occidental (Ahuatempan-Otlaltepec: Santa Inéss, San Felipe)